# NGC 1842
NGC 1842 је расејано звездано јато у сазвежђу Златна риба које се налази на NGC листи објеката дубоког неба.
Деклинација објекта је - 67° 16' 24" а ректасцензија 5h 7m 18,2s. Привидна величина (магнитуда) објекта NGC 1842 износи 14,0 а фотографска магнитуда 14,3. NGC 1842 је још познат и под ознакама ESO 85-SC46.